# Cláudio Gomes Ribeiro de Avelar

Armas do barão de Guaribu.

Cláudio Gomes Ribeiro de Avelar, primeiro e único barão de Guaribu (c. 1800 — Paty do Alferes, 2 de agosto de 1863), foi um fazendeiro, produtor de cana-de-açúcar e café, na então província do Rio de Janeiro.
Filho de Luís Gomes Ribeiro e de Joaquina Matilde de Assunção, irmão de João Gomes Ribeiro de Avelar, barão e visconde da Paraíba, de Paulo Gomes Ribeiro Avelar, barão de São Luís, e de Maria Isabel Assunção Ribeiro de Avelar, casada com Francisco Peixoto de Lacerda Werneck, barão de Pati do Alferes, e era sobrinho de Joaquim Ribeiro de Avelar, barão de Capivari.

## Titularidades
Agraciado como cavaleiro da Imperial Ordem de Cristo e oficial da Imperial Ordem da Rosa, além do cargo de guarda-roupa na corte de D. Pedro II.
Barão de Guaribu
Título conferido por decreto imperial em 31 de agosto de 1860, referendado por João de Almeida Pereira Filho.